# 沈雅各
沈雅各（James Simester，1871年2月18日—1905年10月19日）是一位美国卫理公会在中国福州的传教士、教育家。

## 生平
沈雅各于1871年2月18日出生在英格兰斯塔福德郡亨廷顿，在十四岁时信主，十六岁时蒙召。他于1893年获鲍德温大学文学士，1901年获文学硕士，1904年获神学博士，1896年获德鲁大学神学学士。
他于1896年进入纽瓦克年议会，此前曾获得几次任命：1890年在俄亥俄州斯特朗维尔，1891年在俄亥俄州利奇菲尔德，1892年在新泽西州惠帕尼。1896年调往中国福州年议会。1896年8月6日，他在新泽西州麦迪逊与Winifred Smack（1875年至1952年）结婚。夫妇俩在 1896年9月27日抵达福州。
从1896到1899年，沈雅各任教于福州英华书院，从1899 到1901年任代理校长，从1901年到1904年担任校长。 从1904年到1905年，他担任鲍德温神学校校长。从1902到1903年他还担任卫理公会Methodist Forum教育部Educational Department编辑，并于1899年至1903年担任福州年议会主日学文学编辑。。
1905年10月19日，沈雅各因登革热在福州去世。他的遗孀和四名子女回到美国，住在特拉华 (俄亥俄州)。他的女儿伊迪丝温妮弗雷德西梅斯特（Edith Winifred Simester），在1930年代和40年代又回到福州传教。